# 野田浩司
野田浩司（1968年6月9日—）為日本的棒球選手之一，出生於熊本縣球磨郡多良木町。他曾效力於日本職棒歐力士野牛，守備位置為投手，於2000年退役。他目前於神戸市中央区三宮經營肉料理店。

## 外部資訊
- 【人生第二幕】元阪神・オリックス、エース野田浩司さん「商売やりたい」コーチ辞め （页面存档备份，存于） - スポーツ - ZAKZAK（2011年5月18日付ウェブ記事）